# Oxyanthus speciosus
Oxyanthus speciosus är en måreväxtart som beskrevs av Dc.. Oxyanthus speciosus ingår i släktet Oxyanthus och familjen måreväxter.

## Underarter
Arten delas in i följande underarter:
- O. s. gerrardii
- O. s. mollis
- O. s. speciosus
- O. s. stenocarpus